# Mazedo
Mazedo ist ein Ort und eine ehemalige Gemeinde (Freguesia) im nordportugiesischen Kreis Monção. Die Gemeinde hatte 1847 Einwohner (Stand 30. Juni 2011).
Am 29. September 2013 wurden die Gemeinden Mazedo und Cortes zur neuen Gemeinde União das Freguesias de Mazedo e Cortes zusammengeschlossen. Mazedo ist Sitz dieser neu gebildeten Gemeinde.